# E.T. (canción)
«E.T.» —abreviatura de Extra-Terrestrial— es una canción de la cantante estadounidense Katy Perry, incluida en su tercer álbum de estudio, Teenage Dream (2010). La intérprete coescribió el tema junto a los productores Dr. Luke, Max Martin y Ammo. El 11 de febrero de 2011, «E.T.» llegó a las estaciones de radio como el cuarto sencillo del álbum. Una versión del tema incluye versos del rapero Kanye West y forma parte de la reedición del álbum, Teenage Dream: The Complete Confection. En cuanto a su estilo musical, es una balada electrónica y de hip hop que integra elementos destacados de dubstep y techno, además de algunos toques de drum and bass. Perry explicó que la letra habla sobre el amor por un ser de otro mundo.
El sencillo se consolidó como el quinto número uno de Perry en el Billboard Hot 100 de Estados Unidos y también dominó las listas en Canadá, Nueva Zelanda y Polonia. Hasta la fecha, «E.T.» ha logrado vender seis millones de descargas digitales en Estados Unidos, lo que le permitió obtener la certificación de Diamante en el país. Según Billboard, fue la cuarta canción más popular de 2011, destacando entre los mayores éxitos del año.
Perry y West impulsaron la promoción de la pieza con actuaciones en la décima temporada de American Idol, en la 54.ª edición de los Premios Grammy, y en el Jingle Ball de Z100 en el Madison Square Garden. El videoclip, dirigido por Floria Sigismondi, presenta a Perry transformada en un alienígena que viaja por el espacio y luego aterriza en una Tierra desolada y llena de escombros. Se intercalan escenas donde grandes felinos persiguen presas. Este video recibió excelentes comentarios de los críticos musicales. El sencillo ganó el premio a la «Canción favorita» en la 38.ª edición de los Premios People's Choice y obtuvo tres nominaciones en los Billboard Music Awards de 2012.

## Antecedentes y lanzamiento

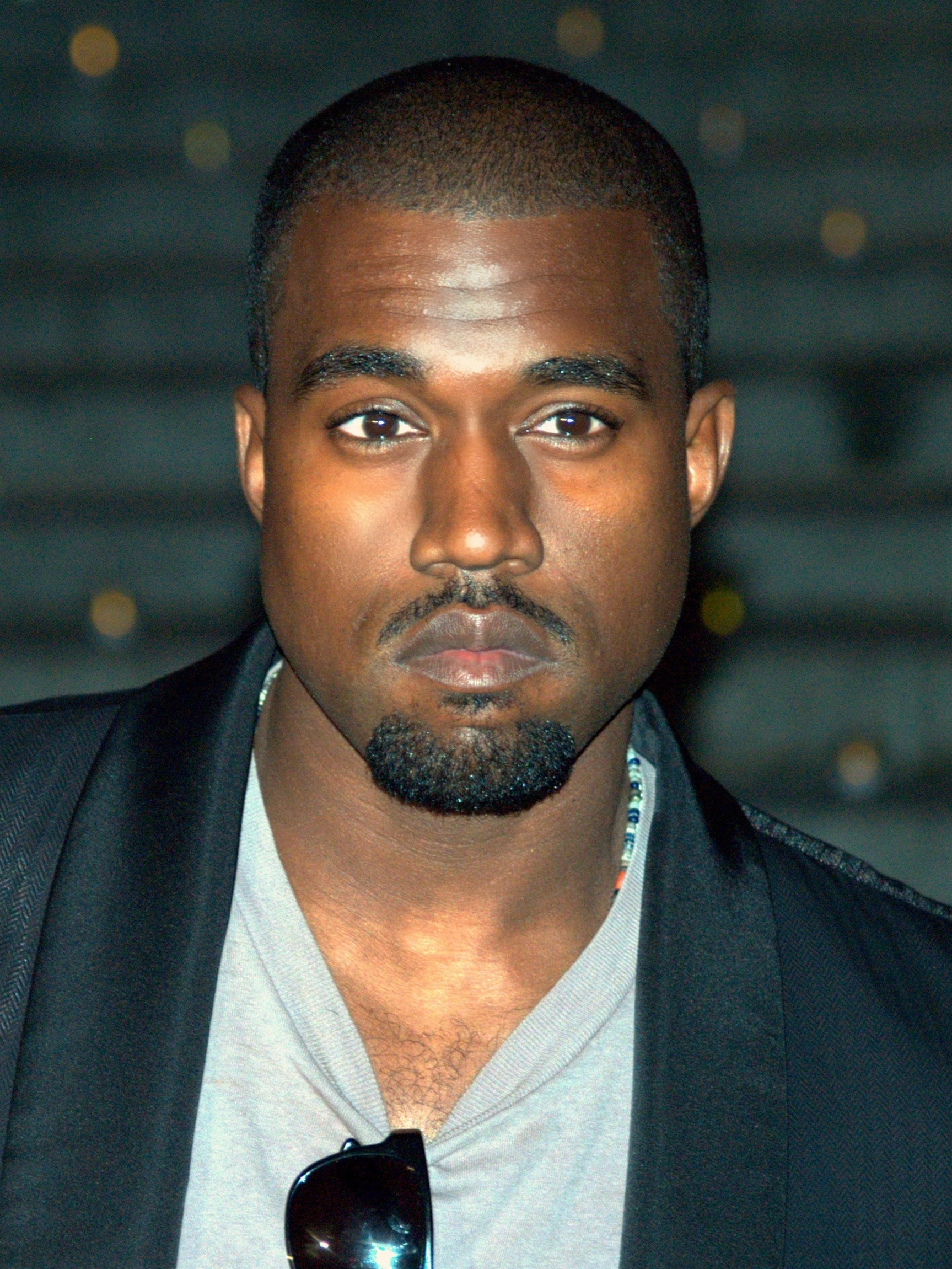
La versión oficial en sencillo de «E.T.» incluye versos en rap de Kanye West.

La decisión de la intérprete para escribir «E.T.» surgió después de que, por accidente, se reprodujo la pista durante una sesión de grabación con Dr. Luke, Max Martin y Ammo. Originalmente, la pieza estaba destinada al grupo de hip hop estadounidense Three 6 Mafia, pero la cantante, al escucharla, decidió que quería trabajarla. La compositora explicó a MTV News: «Escuché la pista y siempre supe que deseaba escribir una canción futurista, con un aire alienígena. Cuando la reprodujeron, pensé: “Espera, esto tiene potencial. Aunque parezca un riesgo, sé que tengo el material perfecto para agregar a este sonido”. Lo hice, y realmente funcionó de manera perfecta».
La versión en solitario de la pieza salió como sencillo promocional de Teenage Dream primero en Estados Unidos, el 17 de agosto de 2010, y luego, seis días después, en Australia. En diciembre de 2010, la cantante recurrió a sus seguidores en Twitter para pedirles ayuda en la elección del cuarto sencillo del álbum. El 13 de diciembre, tuiteó: «¡Gracias por todas sus excelentes sugerencias para el próximo sencillo!» y «¡Su voz ha sido escuchada! ¡Estamos en sintonía!». A comienzos de enero de 2011, la intérprete confirmó en Facebook que «E.T.» sería el cuarto sencillo del álbum, compartiendo la portada del tema, donde aparece con un llamativo maquillaje de ojos de gato, flequillo y una blusa llena de lentejuelas. A diferencia de la versión original, el sencillo incluyó versos del rapero Kanye West.
El remix debutó el 11 de febrero de 2011 en Canadá, Francia y el Reino Unido, antes de ser lanzado mundialmente cinco días más tarde. En Estados Unidos, la versión con Kanye West estuvo disponible para descarga digital el 18 de febrero. La remezcla llegó a las radios de éxitos contemporáneos el 1 de marzo en Estados Unidos y el 4 de marzo en Italia. Además, comenzó a sonar en otros formatos radiales en Estados Unidos, como el contemporáneo rítmico el 1 de marzo, el contemporáneo adulto y el urbano el 12 de abril. Mientras tanto, la versión original impactó en las radios pop, rítmicas y contemporáneas. En marzo de 2011, se lanzaron más remixes en tiendas digitales, y versiones físicas en el Reino Unido y Alemania. Finalmente, la versión con Kanye West se incluyó en Teenage Dream: The Complete Confection.

## Composición
Musicalmente, «E.T.» combina elementos electrónicos y hip hop, nutriéndose intensamente del dubstep y el techno, con trazos menores de drum and bass. BBC Music la describe como una «cuasi balada con influencias del rave». Compuesta en fa menor, sigue un tempo lento de 76 pulsaciones por minuto en compás de 4/4, y la vocalización de la intérprete abarca desde mi bemol 4 hasta re bemol 5. Ann Powers, de Los Angeles Times, resalta un «tartamudeo de diva del hip hop» que evoca el estilo de Rihanna. Matthew Perpetua, de Rolling Stone, compara su sonido con las baladas de rock duro de Evanescence. La producción es una mezcla de sonidos electrónicos con una base rítmica prominente, según varios críticos. Darryl Sterdan, de QMI Agency, destaca el uso del característico ritmo «stomp-stomp-clap» de «We Will Rock You» de Queen, mientras Stephen Thomas Erlewine, de AllMusic, percibe similitudes con las producciones de Ryan Tedder.
La artista afirma que el tema aborda el enamoramiento con un ser extranjero. James Montgomery, de MTV News, también señala que se refiere a un «amante de otra dimensión». Para el lanzamiento como sencillo, la canción incorpora dos versos de Kanye West, quien introduce temas sobre «extraterrestrialidad». En el primer verso, West incluye líneas como: «Tengo una mente sucia / Hábitos indecentes / Estoy intentando bañar a mi simio en tu vía láctea / Me llaman alienígena / Un astronauta cabezón». Después, con metáforas sobre extraterrestres, la cantante proclama: «No eres como los demás / Amante futurista / ADN diferente». El estribillo desarrolla este concepto con las líneas: «Bésame, bésame / Llena mi cuerpo de amor y / Envenéname», aludiendo a estar «preparada para la abducción». En su segundo verso, West añade frases autotuneadas, como: «Conozco un bar en Marte / Donde las naves espaciales reemplazan a los autos». El rapero finaliza con referencias a personajes de ficción y menciones explícitas a «sexo alienígena»: «Te desnudo, luego te exploro / Te abduje, así que te diré qué hacer». Ben Kaplan, de National Post, encuentra que la colaboración de West recuerda a su estilo en 808s & Heartbreak (2008).

## Recepción

### Crítica

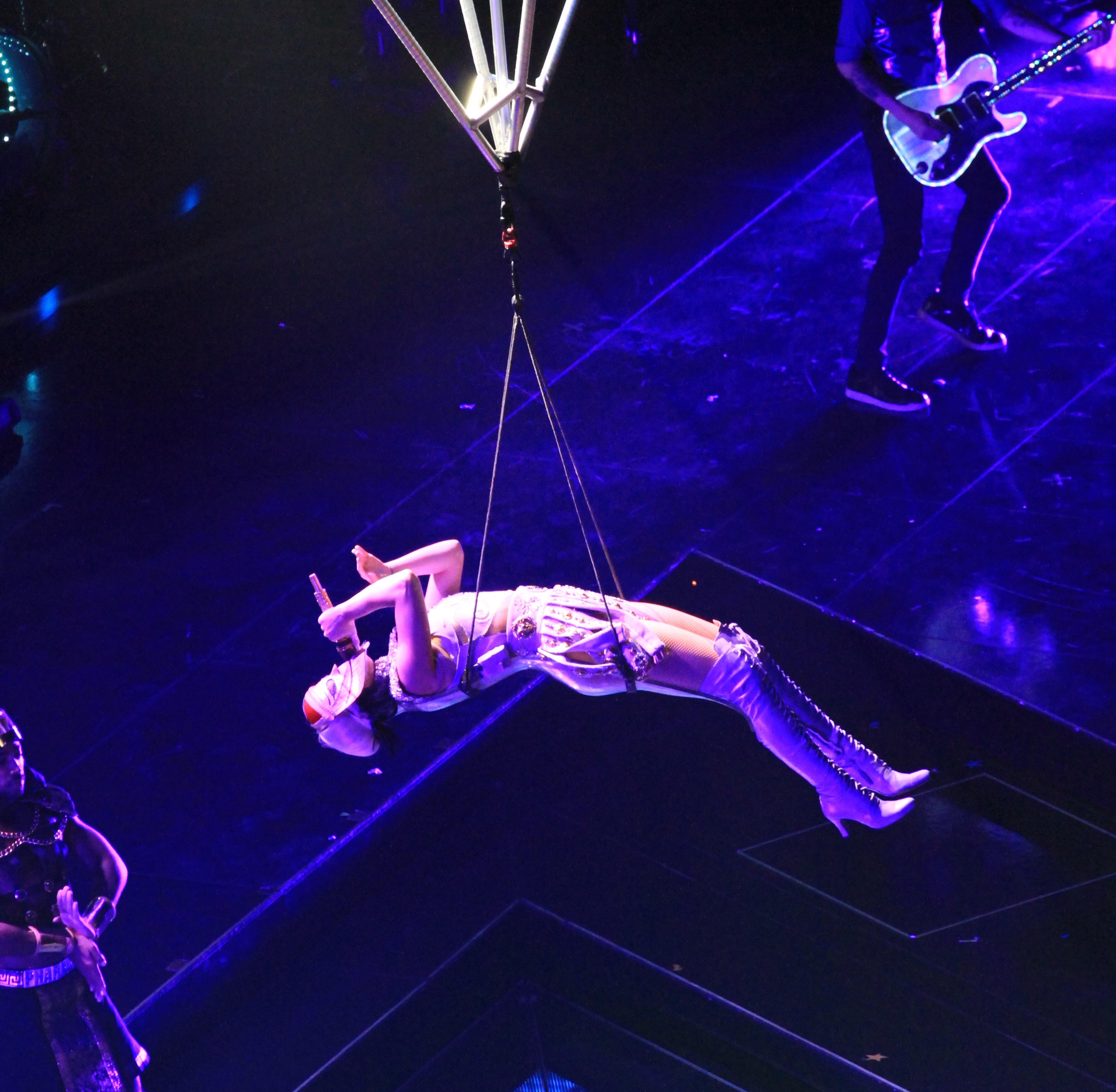
Perry interpretando la canción durante The Prismatic World Tour.

Leah Greenblatt, de Entertainment Weekly, opinó que Perry demuestra fuerza en la canción, y comparó su sonido con una mezcla entre los músicos estadounidenses Lita Ford y Trent Reznor. Kerri Mason, de Billboard, afirmó que «E.T.», junto con otras pistas del álbum, tiene un peso mayor tanto en lo sonoro como en lo lírico, con un golpe electro fuerte y con la intérprete abordando relaciones más tóxicas. Robert Copsey, de Digital Spy, aunque consideró innecesaria la colaboración de West, elogió la pista como «una pieza peculiar y segura de pop de vanguardia». Ben Kaplan, de The National Post, celebró el tema como un «gran dueto» y destacó las voces de ambos artistas. Brad Wete, de Entertainment Weekly, resaltó que West añadió una perspectiva masculina que elevó la calidad de la canción. Stephen Thomas Erlewine, de AllMusic, señaló que la cantante replicó el sonido robótico y cristalino de Ryan Tedder en «E.T.», aunque evitó caer en la imitación de Lady Gaga.
Matthew Cole, de Slant Magazine, expresó su desagrado por la «inscrutabilidad» del sencillo, señalando que la pista le recordaba a «All the Things She Said» de t.A.T.u. Jason Richards, de Now, calificó la canción de «torpe», mientras que Rudy Clapper, de Sputnikmusic, rechazó su intento de parecer más madura, describiéndola como «cursi». Steve Leftridge, de PopMatters, afirmó que la canción «no es lo suficientemente fuerte, audaz, ingeniosa ni interesante en lo sonoro como para darle credibilidad a la intérprete como una artista seria con algo que decir». Amos Barshad, de New York Magazine, criticó las metáforas alienígenas de West, calificándolas de misóginas. Genevieve Koski, de The A.V. Club, le dio una calificación de C−, y aunque admitió que las letras eran «casi embarazosas», reconoció que mostraban «un lado más oscuro» de Perry. Por su parte, Steven Hyden, editor de A.V. Club, fue aún más crítico con las letras tanto de la cantante como de West, diciendo que «casi embarazoso» era un juicio demasiado indulgente, y que «el concepto de la canción está tan alejado de la cordura» que resulta imposible de evaluar.

### Comercial
Una semana antes del lanzamiento oficial de Teenage Dream, la versión en solitario del sencillo se lanzó como promocional. Alcanzó el puesto 42 en el Billboard Hot 100 de Estados Unidos, con la venta de 64 000 copias digitales. Después de su lanzamiento como sencillo junto a West, la pista volvió a entrar en el Billboard Hot 100 el 5 de marzo de 2011, ocupando el puesto 28, logrando ventas de 110 000 copias. En la quinta semana, el 9 de abril de 2011, el sencillo llegó al número uno, dando a la intérprete su quinto número uno y a West su cuarto en el Hot 100. La canción destronó a «Born This Way» de Lady Gaga, que había mantenido la cima durante seis semanas. Además, hizo que Teenage Dream se convirtiera en el noveno álbum de la historia en tener cuatro temas número uno. La pieza se mantuvo cinco semanas en el primer puesto del Hot 100, aunque fue reemplazada una semana por «S&M» de Rihanna con Britney Spears, y posteriormente por «Rolling in the Deep» de Adele. El sencillo recibió la certificación Diamante de la RIAA, alcanzando los 10 millones de copias vendidas solo en Estados Unidos, lo que lo convirtió en el quinto sencillo de la artista en lograr este estatus. También lideró la lista Billboard Hot Digital Songs durante siete semanas consecutivas, siendo el sencillo con mayor duración en la cima desde «Love the Way You Lie» de Eminem y Rihanna en 2010. La pista es uno de los sencillos más vendidos a nivel mundial, siendo el segundo más exitoso de su carrera, y el cuarto mayor éxito en Billboard en 2011, además de ser el tercer sencillo digital más vendido en Estados Unidos ese mismo año con 4.83 millones de copias.
El sencillo debutó en el Canadian Hot 100 en el puesto 13. En Australia, entró en la lista en el puesto 12, llegando al número cinco durante dos semanas en febrero de 2011. Desde entonces, el tema fue certificado doble platino por la ARIA. Una semana después de entrar en el puesto 17, la canción alcanzó el número uno en la lista de sencillos de Nueva Zelanda el 31 de enero de 2011, siendo su sexto número uno en ese país. Recibió la certificación platino por ventas de 15 000 copias. Para el 20 de julio de 2011, se convirtió en su tercer sencillo en figurar entre los «Mejores sencillos de todos los tiempos» en Nueva Zelanda, justo detrás de «Firework» y «California Gurls». El 26 de febrero de 2011, la versión en solitario del sencillo ingresó en la lista Billboard Hot Dance Club Songs en el puesto 36, alcanzando más tarde el número uno, convirtiéndose en su sexto tema en llegar a la cima de esa lista.

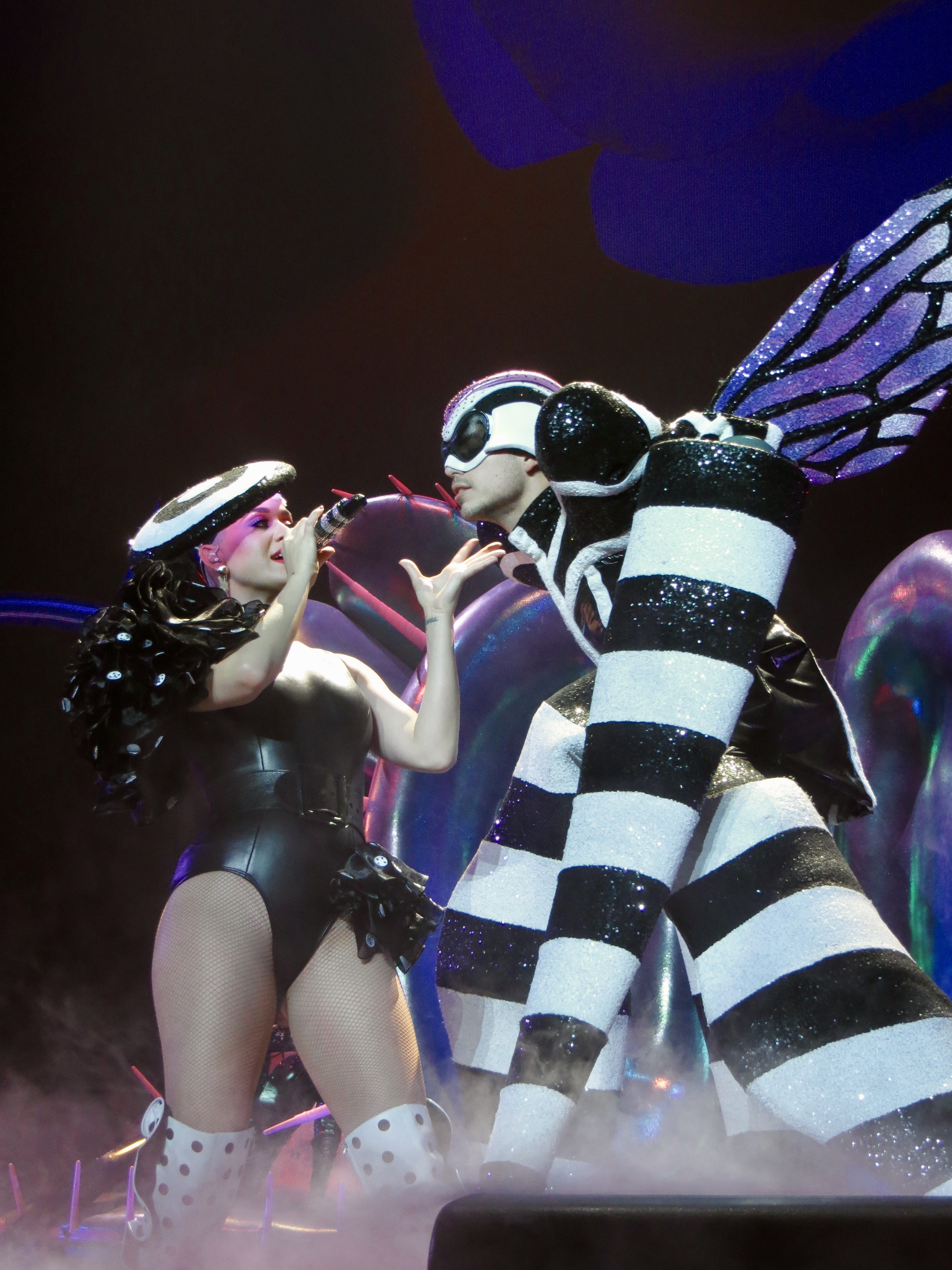
Perry cantando «E.T.» durante Witness: The Tour.

En la lista Billboard Mainstream Top 40 (Pop Songs), la canción estableció un récord de más reproducciones en una semana en los 18 años de historia de la lista. Durante la semana del 25 de abril al 1 de mayo de 2011, Nielsen Broadcast Data Systems registró 12 330 reproducciones en 131 estaciones, promediando 94 reproducciones por estación. Este récord superó su propio récord con «California Gurls» en julio de 2010 (12 159), aunque más tarde fue superado por su tema «Last Friday Night (T.G.I.F.)», que registró 12 468 reproducciones en la semana del 13 de agosto de 2011. En la lista Rhythmic Airplay, la cantante logró su primer número uno, un hito poco común para artistas femeninas de pop, siendo la tercera en lograrlo.
En otras listas de Billboard, el sencillo alcanzó el puesto número dos en la lista Adult Pop Songs y llegó al top 20 en las listas de Adult Contemporary y Latin Pop Songs. La semana en la que más ventas alcanzó, según Nielsen SoundScan, fue durante su cuarta semana en el número uno del Billboard Hot 100, con 344 000 copias vendidas después de su actuación en American Idol. El tema logró vender más de 300 000 copias digitales en una semana en cuatro ocasiones, siendo uno de los pocos sencillos en lograrlo. Para mayo de 2011, las ventas digitales alcanzaron los tres millones de copias, siendo el sexto sencillo de la intérprete en lograr este hito, más que cualquier otro artista en la historia digital. En julio de 2011, las ventas digitales superaron los cuatro millones, siendo su quinto sencillo en alcanzar esa cifra. Ningún otro artista tenía más de tres canciones con cuatro millones de ventas digitales. El sencillo se convirtió en la canción más vendida durante la primera mitad de 2011. Además, fue el cuarto sencillo de la cantante y el primero de West en alcanzar los cinco millones de ventas, un logro que la convirtió en la artista femenina con más sencillos en alcanzar este hito en la era digital. Para agosto de 2020, la pista ya había vendido seis millones de copias en Estados Unidos.
El sencillo volvió a entrar en el Canadian Hot 100 en el puesto 18 tras su lanzamiento y alcanzó el número uno en su duodécima semana, el 7 de mayo de 2011. En las Islas Británicas, alcanzó el puesto número tres en su octava semana en el UK Singles Chart, convirtiéndose en su octavo top diez, además de alcanzar el puesto tres en Escocia y el cinco en Irlanda. También llegó al top diez en Austria (7), Alemania (9), Italia (9) y Francia (10), además de posicionarse entre los veinte primeros en la región de Valonia, en Bélgica (14), Dinamarca (12), Finlandia (15), Noruega (13), Suecia (12) y Suiza (14). En otras partes de Europa, la versión en solitario de la canción llegó al puesto 18 en la lista de airplay de Eslovaquia, al 20 en la de la República Checa, al 27 en el Dutch Top 40 y al 28 en la de Grecia.

## Video musical

### Antecedentes y producción
MTV presentó el video el 31 de marzo de 2011. En esa ocasión, mostraron una imagen de West con ropa casual y Perry con un maquillaje en tonos pastel y un enorme tocado trenzado. El 21 de marzo publicaron un avance de 12 segundos con escenas de un objeto volador no identificado. Perry tenía la ambición de que el proyecto fuera «más grande que la vida» antes de su estreno.
Floria Sigismondi se encargó de la dirección del video musical. Natasha Alexsa Garcia, Danny Lockwood y Kelly Norris Sarno asumieron la producción. Jonathan Sela, como director de fotografía, capturó las imágenes, y Jarrett Fijal se encargó de la edición. Bill Pollock gestionó el arte digital, y los efectos visuales fueron obra de Jeff Dotson en Dot & Effects. Beau Leon, de New Hat, se ocupó del trabajo de color. El equipo de estilo incluyó a Kabuki en maquillaje, Pamela Neal en peluquería, y Carol Beadle en el diseño de vestuario, mientras que Johnny Wujek añadió su toque como estilista.

### Sinopsis
El video inicia con la canción «Where in the World Can My Lover Be?» de Midge Williams & Her Jazz Jesters sonando de fondo. Al comenzar la música, West aparece dentro de una nave espacial similar al Sputnik, mostrando imágenes, y luego se aleja de la nave para crear un efecto visual impactante. Perry, caracterizada como una alienígena, se desplaza por el espacio exterior. A lo largo del video, su apariencia va transformándose lentamente hasta adoptar una forma humanoide, momento en que aterriza en una Tierra completamente abandonada y cubierta de basura. A la vez, se intercalan escenas de grandes felinos que cazan presas, lo que refuerza la sensación de desolación y peligro.
Perry encuentra un robot dañado, con apariencia de astronauta. Al besarlo, este robot se convierte en un hombre completamente desnudo, interpretado por Shaun Ross, añadiendo un toque de misticismo y sorpresa. Más adelante, el video revela un detalle inesperado: las piernas de la intérprete tienen la forma característica de las de una gacela, lo que subraya su naturaleza alienígena. Mientras tanto, West flota en una nave espacial en movimiento, uniendo sus escenas al entorno futurista del video.
La trama sugiere un futuro distópico, cuando Perry descubre una caja que contiene el esqueleto de una paloma, una especie que, según el relato, se extinguió en 2030. Dentro de la caja también encuentra unas gafas de sol Vogue, que se coloca, añadiendo un toque de ironía. Durante todo el video, Perry utiliza un maquillaje muy recargado, que incluye tonos azules y rosas, ojos con rasgos felinos y reptiles, y un peinado trenzado que evoca la figura mitológica de Medusa.

### Recepción

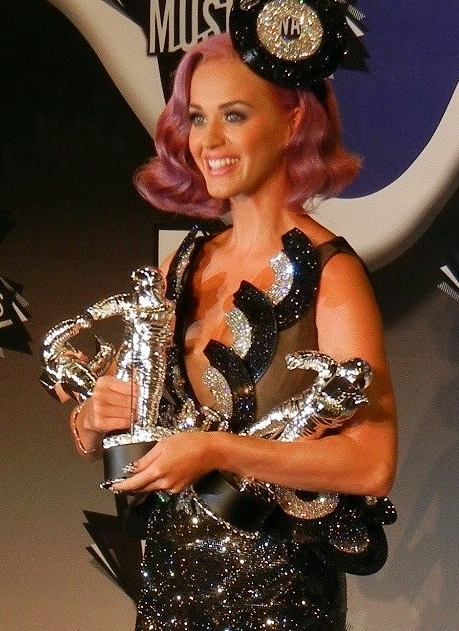
Perry obtuvo tres premios en los MTV Video Music Awards de 2011: dos por su colaboración con West y uno adicional por su sencillo «Firework».

Los críticos musicales aplaudieron el video con opiniones generalmente positivas. Willa Paskin, de la revista New York, destacó con entusiasmo el aspecto visual de Perry en el video, describiéndolo como «detallado, extravagante, y un semi-hermoso arcoíris kabuki», lo que subrayaba lo inusual y llamativo de su imagen. Kara Warner, de MTV News, elogió su apariencia, llamándola una «princesa alienígena angelical», y afirmó que este video representaba la «producción más compleja, estilizada y extravagante» de Perry hasta ese momento. Por su parte, Joseph Brannigan Lynch, de Entertainment Weekly, afirmó que los versos de rap de Kanye West fueron clave para que la canción alcanzara el primer lugar en el Billboard Hot 100, y describió el video como «un video de ciencia ficción extrañamente bizarro y sorprendente», apreciando especialmente cómo evitaba las referencias obvias a Spielberg.
Matthew Perpetua, de Rolling Stone, comparó el video con una secuela de Avatar o con un videojuego protagonizado por Katy Perry, y sintió que tanto la canción como el video representaban «un giro audaz» en la carrera de la artista, alejándose de la frivolidad y la sexualidad que usualmente caracterizaban su estilo. El Los Angeles Times también elogió el video, considerándolo una «espectacular manifestación visual» que ofrecía una narrativa visual de gran alcance. Sin embargo, no todas las críticas fueron positivas. Sal Cinquemani, de Slant Magazine, fue más duro en su valoración, argumentando que Perry parecía una «personaje animada de videojuego» y que West apenas tenía presencia en el video. Cinquemani añadió que, aunque representaba un avance respecto a los videos anteriores de la intérprete, como aquellos donde usaba sostenes que disparaban crema batida o fuegos artificiales, «al final, esta era la visión de Sigismondi, y estaba lejos de ser su mejor trabajo».
En los MTV Video Music Awards de 2011, el video de «E.T.» obtuvo dos premios importantes: «Mejor colaboración» y «Mejores efectos especiales». También recibió nominaciones en las categorías de «Mejor dirección de arte», «Mejor dirección» y «Mejor edición».

## Espectáculos en directo y versiones

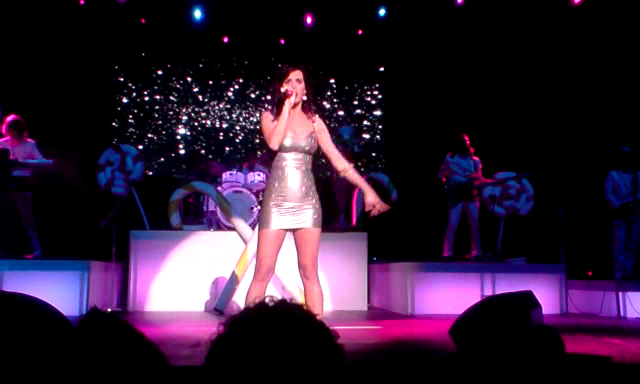
Perry interpretando «E.T.» en Budapest, Hungría, en octubre de 2010.

La canción se incluyó en el repertorio de la gira California Dreams Tour, la segunda gira de conciertos de Perry. Además, Perry interpretó «E.T.» en varios escenarios importantes, como el Madison Square Garden en Manhattan el 10 de diciembre de 2010, durante el Jingle Ball de Z100. La canción también se lanzó como una pista gratuita en el juego Katy Perry Revenge 2, disponible en la aplicación iOS Tap Tap. El 16 de marzo de 2011, se publicó un video con la letra del sencillo.
En el Festival de Música y Artes de Coachella Valley de 2011, West interpretó «E.T.» sin la participación de Perry, tras tocar «We Will Rock You». Perry y West interpretaron la canción juntos por primera vez el 21 de abril de 2011, en la décima temporada de American Idol. Durante la actuación, Perry llevaba un traje con luces intermitentes y fue acompañada por bailarines, mientras que West se unió a la presentación sin haber sido previamente anunciado.
En mayo de 2011, VersaEmerge interpretó una versión acústica del sencillo en los estudios de Fueled By Ramen. Posteriormente, el 27 de junio de 2011, Billboard presentó una versión más simplificada de la canción interpretada por la banda estadounidense de pop punk y rock alternativo Yellowcard, en su serie Mashup Mondays.

## Créditos y personal
Créditos adaptados de las notas del álbum Teenage Dream.
- Katy Perry - compositora, voz principal
- Kanye West - voz principal
- Ammo - compositor, batería, teclados, programación, productor
- Megan Dennis - coordinación de producción
- Serban Ghenea - mezcla
- Jon Hanes - ingeniero de mezcla
- Sam Holland - ingeniero
- Dr. Luke - compositor, batería, teclados, programación, productor
- Max Martin - compositor, batería, teclados, programación, productor
- Irene Richter - coordinación de producción
- Vanessa Silberman - coordinación de producción
- Emily Wright - ingeniera

## Posicionamiento en listas
| Listas (2010–2011)                               | Mejor posición |
| ------------------------------------------------ | -------------- |
| Australia (ARIA)                                 | 5              |
| Austria (Ö3 Austria Top 40)                      | 7              |
| Bélgica (Flandes) (Ultratop 50)                  | 24             |
| Bélgica (Valonia) (Ultratop 50)                  | 14             |
| Brasil (Billboard Brasil Hot 100)                | 24             |
| Brasil (Hot Pop Songs)                           | 5              |
| Canadá (Canadian Hot 100)                        | 1              |
| CEI (Tophit)                                     | 83             |
| República Checa (Rádio Top 100)                  | 18             |
| Dinamarca (Tracklisten)                          | 12             |
| Euro Digital Song Sales                          | 4              |
| Finlandia (OFC)                                  | 15             |
| Francia (SNEP)                                   | 10             |
| Francia (SNEP)                                   | 7              |
| Alemania (Offizielle Deutsche Charts)            | 9              |
| Alemania (German Airplay Chart)                  | 1              |
| Hungría (Rádiós Top 40)                          | 10             |
| Irlanda (IRMA)                                   | 5              |
| Israel (Media Forest)                            | 5              |
| Italia (FIMI)                                    | 9              |
| México (Monitor Latino)                          | 11             |
| Países Bajos (Dutch Top 40)                      | 27             |
| Nueva Zelanda (Recorded Music NZ)                | 1              |
| Noruega (VG-lista)                               | 13             |
| Polonia (Polish Airplay Top 100)                 | 1              |
| Portugal (Portugal Digital Song Sales)           | 5              |
| Rumania (Romanian Top 100)                       | 15             |
| Rusia (TopHit)                                   | 80             |
| Escocia (Scottish Singles Sales Chart)           | 3              |
| Eslovaquia (Rádio Top 100)                       | 4              |
| Suecia (Sverigetopplistan)                       | 12             |
| Suiza (Schweizer Hitparade)                      | 14             |
| Turquía (Number One Top 20)                      | 11             |
| Ucrania (TopHit)                                 | 46             |
| Reino Unido (UK Singles Chart)                   | 3              |
| Estados Unidos (Billboard Hot 100)               | 1              |
| Estados Unidos (Adult Contemporary)              | 18             |
| Estados Unidos (Adult Top 40)                    | 2              |
| Estados Unidos (Hot Dance Club Songs)            | 1              |
| Estados Unidos Hot R&B/Hip-Hop Songs (Billboard) | 83             |
| Estados Unidos Latin Pop Songs (Billboard)       | 1              |
| Estados Unidos Pop Airplay (Billboard)           | 1              |
| Estados Unidos Rhythmic (Billboard)              | 1              |

| Listas (2011)    | Mejor posición |
| ---------------- | -------------- |
| Rusia (TopHit)   | 96             |
| Ucrania (TopHit) | 67             |

| Listas (2011)                                     | Posición |
| ------------------------------------------------- | -------- |
| Australia (ARIA)                                  | 15       |
| Austria (Ö3 Austria Top 40)                       | 47       |
| Bélgica (Ultratop 50 Flanders)                    | 96       |
| Bélgica (Ultratop 50 Wallonia)                    | 58       |
| Brasil (Crowley)                                  | 42       |
| Canadá (Canadian Hot 100)                         | 10       |
| Alemania (Official German Charts)                 | 57       |
| Hungría (Rádiós Top 40)                           | 72       |
| Nueva Zelanda (Recorded Music NZ)                 | 13       |
| Rumania (Romanian Top 100)                        | 79       |
| Suecia (Sverigetopplistan)                        | 82       |
| Ucrania (TopHit)                                  | 102      |
| Reino Unido (OCC)                                 | 35       |
| Estados Unidos Billboard Hot 100                  | 4        |
| Estados Unidos Adult Top 40 (Billboard)           | 21       |
| Estados Unidos Dance Club Songs (Billboard)       | 1        |
| Estados Unidos Dance/Mix Show Airplay (Billboard) | 9        |
| Estados Unidos Mainstream Top 40 (Billboard)      | 3        |
| Estados Unidos Rhythmic (Billboard)               | 8        |

| Lista (2012)   | Posición |
| -------------- | -------- |
| Rusia (TopHit) | 171      |

| Lista (2010–2019)                | Posición |
| -------------------------------- | -------- |
| Estados Unidos Billboard Hot 100 | 40       |

| Lista (1958–2018)                | Posición |
| -------------------------------- | -------- |
| Estados Unidos Billboard Hot 100 | 166      |

## Certificaciones
| País           | Organismo certificador | Certificación | Ventas certificadas | Ref.    |
| -------------- | ---------------------- | ------------- | ------------------- | ------- |
| Alemania       | BVMI                   | Oro           | 150 000             | [ 177 ] |
| Australia      | ARIA                   | 6× Platino    | 420 000             | [ 178 ] |
| Austria        | IFPI — Austria         | Platino       | 30 000              | [ 179 ] |
| Brasil         | Pro-Música Brasil      | Diamante      | 250 000             | [ 180 ] |
| Canadá         | Music Canada           | 4× Platino    | 320 000             | [ 181 ] |
| Dinamarca      | IFPI — Dinamarca       | Oro           | 15 000              | [ 182 ] |
| Estados Unidos | RIAA                   | Diamante      | 10 000              | [ 183 ] |
| Francia        | —                      | —             | 65 000              | [ 184 ] |
| Italia         | FIMI                   | Platino       | 30 000              | [ 185 ] |
| México         | AMPROFON               | Oro           | 30 000              | [ 186 ] |
| Nueva Zelanda  | RMNZ                   | Platino       | 15 000              | [ 187 ] |
| Reino Unido    | BPI                    | Platino       | 600 000             | [ 188 ] |